# تونی لو بیانکو
تونی لو بیانکو (به انگلیسی: Tony Lo Bianco) (۱۹ اکتبر ۱۹۳۶ – ۱۱ ژوئن ۲۰۲۴) یک بازیگر اهل ایالات متحده آمریکا بود.
از فیلم‌های معروف او می‌توان به از همسایه خود بدزد، مرد بی‌رحم، بلا مافیا، کشتن مرد ایرلندی، هیئت منصفه، شهر امید، مافیا! و فرانک بدجنس و تونی بی‌مخ اشاره کرد.
 لو بیانکو در ۱۱ ژوئن ۲۰۲۴، در سن ۸۷ سالگی به علت سرطان پروستات درگذشت.